# Noordereiland (Nieuw-Zeeland)
Het Noordereiland (Engels: North Island, Maori: Te Ika-a-Māui) is een van de twee grote eilanden waaruit Nieuw-Zeeland bestaat. Het andere grote eiland is het Zuidereiland en beide worden van elkaar gescheiden door de Straat Cook. Naast deze twee eilanden omvat Nieuw-Zeeland nog een groot aantal kleinere eilanden.

## Geografie
Qua oppervlakte neemt het Noordereiland de 14de plaats in op de ranglijst van grote eilanden wereldwijd. Van noord naar zuid meet Noordereiland maximaal 800 km en de breedte maximaal 400 km. Het heeft een oppervlakte van 114.453 km² en het hoogste punt is 2797 m. Het landschap wordt gedomineerd door vulkaankegels en nog een aantal actieve vulkanen. Tektonisch ligt het eiland op de grens van de Pacifische Plaat en de Australische Plaat. De natuurlijke haven van de hoofdstad Wellington is een ondergelopen caldera, net zoals het grootste meer van Nieuw-Zeeland bij Taupo. Verder zijn er veel geisers en warmwaterbronnen te vinden.

### Bevolking
Ongeveer 75% van de totale Nieuw-Zeelandse bevolking woont op het Noordereiland. 
Het zijn in hoofdzaak Maori's en ingeweken Europeanen.

### Regio’s van het Noordereiland
Het Noordereiland bestaat uit negen regio’s :
- Northland
- Auckland
- Bay of Plenty
- Gisborne
- Waikato
- Taranaki
- Manawatu-Wanganui
- Hawke's Bay
- Wellington

### Steden op het Noordereiland
De grootste steden zijn:
- Auckland
- Coromandel (1620 inwoners)
- Gisborne
- Hamilton
- Hastings
- Napier
- New Plymouth
- Palmerston North
- Rotorua
- Taupo
- Wellington (hoofdstad)

## Bezienswaardigheden
- Cape Reinga
- East Cape
- Cape Palliser
- Taupomeer
- Mt Maunganui Beach
- Nationaal park Tongariro
- Taumatawhakatangihangakoauauotamateapokaiwhenuakitanatahu
- Waikato (rivier)
- Waipoua Kauri Forest
- Waitomo Caves
- Ninety Mile Beach
- schiereiland Cormandel
- Bay of Islands

## Economie
Het subnational GDP was US $102.863 miljard in 2003.

## Flora en fauna
Het Noordelijke Eiland heeft veel flora en vogels. Er zijn diverse Nationale Parken. Het Hamilton Ecological District is een beschermd gebied.

### Zoogdieren
Op het eiland komen de volgende zoogdieren voor:
- Macropus eugenii (geïntroduceerd)
- Voskoesoe (Trichosurus caninus) (geïntroduceerd)
- Egel (Erinaceus europaeus) (geïntroduceerd)
- Haas (Lepus europaeus) (geïntroduceerd)
- Konijn (Oryctolagus cuniculus) (geïntroduceerd)
- Hermelijn (Mustela erminea) (geïntroduceerd)
- Fret (Mustela putorius furo) (geïntroduceerd)
- Wezel (Mustela nivalis) (geïntroduceerd)
- Huiskat (Felis sylvestris catus) (geïntroduceerd)
- Hond (Canis lupus familiaris) (geïntroduceerd)
- Paard (Equus ferus caballus) (geïntroduceerd)
- Wild zwijn (Sus scrofa) (geïntroduceerd)
- Rund (Bos primigenius taurus) (geïntroduceerd)
- Geit (Capra hircus) (geïntroduceerd)
- Schaap (Ovis aries) (geïntroduceerd)
- Edelhert (Cervus elaphus) (geïntroduceerd)
- Sikahert (Cervus nippon) (geïntroduceerd)
- Cervus timorensis (geïntroduceerd)
- Sambar (Cervus unicolor) (geïntroduceerd)
- Damhert (Dama dama) (geïntroduceerd)
- Huismuis (Mus domesticus) (geïntroduceerd)
- Polynesische rat (Rattus exulans) (geïntroduceerd; uitgestorven)
- Bruine rat (Rattus norvegicus) (geïntroduceerd)
- Zwarte rat (Rattus rattus) (geïntroduceerd)
- Mystacina tuberculata
- Chalinolobus tuberculatus